# OVW National Heavyweight Championship
Le OVW National Heavyweight Championship est un titre secondaire de catch masculin de la Ohio Valley Wrestling.

## Historique des règnes
| # | Catcheur       | Nombre de règnes | Date              | Durée        | Lieu                  | Événement      | Notes                                                                        | Réf   |
| - | -------------- | ---------------- | ----------------- | ------------ | --------------------- | -------------- | ---------------------------------------------------------------------------- | ----- |
| 1 | Jessie Godderz | 1                | 29 septembre 2020 | 1 726 jours+ | Louisville (Kentucky) | OVW TV Tapings | Il remporte le OVW National Heavyweight Championship dans un 21-Rumble match | [ 1 ] |

### Règnes combinés
| Rang | Catcheur       | Nombre de règnes | Jours combinés |
| ---- | -------------- | ---------------- | -------------- |
| 1    | Jessie Godderz | 1                | 1 726 jours+   |